# Мизрахи, Айзек
Айзек Мизрахи (англ. Isaac Mizrahi; род. 14 октября 1961) — американский дизайнер одежды, телеведущий и бывший креативный директор Liz Claiborne. Наиболее известен модными коллекциями, созданными для собственного бренда «Isaac Mizrahi».

## Ранние годы
Айзек Мизрахи родился в Бруклине, Нью-Йорк. Его отец подарил ему швейную машину, когда будущему дизайнеру исполнилось 10 лет. В 15 лет при поддержке друзей семьи основал бренд IS New York. Окончил Высшую школу изобразительных искусств и Parsons School of Design.

## Карьера в модном бизнесе
Мизрахи представил свою первую коллекцию в 1987 году на шоу, организованном нью-йоркским магазином Bergdorf Goodman. Коллекция сразу же привлекла внимание специалистов, молодой дизайнер получил несколько серьёзных заказов. В 1989 году он обсуждал свои работы с Элизабет Кэннон. Он описывал их как «сдержанные, элегантные и гламурные», «вдохновлённые Нью-Йорком и декадансом».
В 1992 году французский модный дом Chanel купил пакет акций компании Мизрахи и стал активно финансировать все операции компании. Несмотря на восторженные отзывы журналистов, продажи одежды от Мизрахи были нестабильными. Исполнительный директор универмага Bloomingdale’s говорил, что у Мизрахи бывают «удачные и неудачные годы». Эту изменчивость связывают с тем, что дизайнеру так и не удалось создать особый «стиль Мизрахи». Однако постоянная новизна в коллекциях и была отличительной чертой дизайнера.
Годовой оборот компании стабильно составлял 10—20 миллионов долларов, но компания почти не приносила прибыли, а в последние годы и вовсе начала терпеть убытки. В октябре 1998 года дом Chanel прекратил финансирование, и осенняя коллекция стала последней для бренда Мизрахи.
Среди поклонников и клиентов Мизрахи были Сара Джессика Паркер, Николь Кидман, Сельма Блэр, Джулия Робертс и Натали Портман.
С 1995 по 1997 гг. Мизрахи также выпускал вторую линию «IS**C». Цены на одежду из этой линии колебались от 200 до 800 долларов, что было значительно ниже дорогих коллекций Isaac Mizrahi. Эта линия не получила признания и была закрыта в 1997 году.
Айзек Мизрахи вернулся в моду в 2002 году со второй линией «Isaac Mizrahi for Target». Линия стала очень популярной и вскоре распространилась на аксессуары, одежду для дома и товары для животных. Эта линия заработала более 300 миллионов долларов и вернула имени Айзека Мизрахи актуальность.
В 2008 году Мизрахи перешёл в Liz Claiborne, где проработал всего год — до начала финансовых проблем в компании в 2009 году.
В 2009 году «Future-ish» назвал Айзека Мизрахи «гражданином нового века» (Citizen of the Next Century).
Айзек Мизрахи продолжил выпускать одежду под собственным именем, однако на Нью-Йоркской неделе моды в 2011 году не было показа его коллекции — у дизайнера снова финансовые проблемы. Вместо полноценного показа были представлены фотографии новых вещей. Сам Мизрахи записал видеоролик, где объяснил причину, по которой показ был отменен. В видеообращении к поклонникам Мизрахи утверждает, что показы устарели и он поступил как настоящий современный дизайнер.

## Медиа
Айзек Мизрахи часто появлялся на телевидении в 1990-х. В 1995 году вышел документальный фильм «Unzipped», посвященный осенней коллекции 1994 года. В фильме появились супермодели Наоми Кэмпбелл, Синди Кроуфорд, Линда Евангелиста и Кейт Мосс.
Осенью 1995 года показ Мизрахи дебютировал на «Style Network».
Мизрахи часто появлялся в передачах на канале «E!» и приобрел известность как телевизионная звезда. Также он снялся в роли самого себя в эпизоде «Третий лишний» сериала «Секс в большом городе». Небольшая роль была у дизайнера и в «Городе поворотов». Айзек Мизрахи был приглашенной звездой в «Дурнушке», где сыграл репортера Fashion TV.
Мизрахи вел собственное шоу на канале «Oxygen», где сам пел и танцевал. Также он сыграл в нескольких фильмах Вуди Аллена («Голливудский финал», «Мелкие мошенники» и «Знаменитость»).
В 2010 году Мизрахи участвовал в «The Fashion Show» для «Bravo TV», заменившее «Проект Подиум» (переехавший, в свою очередь, на телеканал «Lifetime»). В этом шоу Айзек Мизрахи соревнуется с супермоделью Иман.

## Другие проекты
В 2001 году Мизрахи создал костюмы к балету Марка Морриса «Гонг», поставленному в Американском театре балета (Нью-Йорк). Он также создал серию комиксов «Приключения супермодели Сэнди» (Adventures of Sandee the Supermodel), которые выпускало издательство Simon & Schuster.

## Личная жизнь
Айзек Мизрахи — открытый гей. В ноябре 2011 года он вступил в брак со своим партнёром Арнольдом Гермером, с которым они до этого прожили 6 лет.